# 서던 콤포트
서던 콤포트(Southern Comfort)는 미국에서 제작된 월터 힐 감독의 1981년 영화이다. 키스 캐러딘 등이 주연으로 출연하였고 데이비드 길러 등이 제작에 참여하였다.

## 출연

### 주연
- 키스 캐러딘
- 파워스 부스

### 조연
- 프레드 워드
- 프랭클린 실스
- T.K. 카터
- 루이스 스미스
- 레스 랜놈
- 피터 코요테
- 앨런 오트리
- 브라이언 제임스
- 소니 랜담
- 앨런 그래프
- 네드 도드

## 제작진
- 미술: 존 벌론
- 배역: 주디스 홀스트러

## 같이 보기
- 생존 영화